# Lijst van voetbalinterlands Botswana - Seychellen
Deze lijst van voetbalinterlands is een overzicht van alle officiële voetbalwedstrijden tussen de nationale teams van Botswana en de Seychellen. De landen hebben tot op heden vier keer tegen elkaar gespeeld. De eerste ontmoeting, een groepswedstrijd tijdens de COSAFA Cup 2009, werd gespeeld in Bulawayo (Zimbabwe) op 22 oktober 2009. Het laatste duel, een groepswedstrijd tijdens de COSAFA Cup 2022, vond plaats op 5 juli 2022 in Durban (Zuid-Afrika).

## Wedstrijden
| № | Plaats   | Datum           | Competitie                                        | Wedstrijd             | Uitslag |
| - | -------- | --------------- | ------------------------------------------------- | --------------------- | ------- |
| 1 | Bulawayo | 22 oktober 2009 | COSAFA Cup 2009                                   | Seychellen − Botswana | 0 − 2   |
| 2 | Lobatse  | 20 april 2019   | African Championship of Nations 2020 kwalificatie | Botswana − Seychellen | 2 − 0   |
| 3 | Victoria | 11 mei 2019     | African Championship of Nations 2020 kwalificatie | Seychellen − Botswana | 1 − 3   |
| 4 | Durban   | 5 juli 2022     | COSAFA Cup 2022                                   | Seychellen − Botswana | 0 − 1   |

## Samenvatting
| Competitie                                   | Totaal gespeeld | Winst Botswana | Gelijk | Winst Seychellen | Doelsaldo Botswana – Seychellen |
| -------------------------------------------- | --------------- | -------------- | ------ | ---------------- | ------------------------------- |
| African Championship of Nations-kwalificatie | 2               | 2              | 0      | 0                | 5 − 1                           |
| COSAFA Cup                                   | 2               | 2              | 0      | 0                | 3 − 0                           |
| Totaal                                       | 4               | 4              | 0      | 0                | 8 − 1                           |

Wedstrijden bepaald door strafschoppen worden, in lijn met de FIFA, als een gelijkspel gerekend.
BFA · Botswaans vrouwenelftal · Olympisch elftal
1968 – 1979 ·
1980 – 1989 ·
1990 – 1999 ·
2000 – 2009 ·
2010 – 2019 ·
2020 − 2029
Algerije ·
Angola ·
Burkina Faso ·
Burundi ·
Centraal-Afrikaanse Republiek ·
China ·
Comoren ·
Congo-Kinshasa ·
Egypte ·
Equatoriaal-Guinea ·
Eritrea ·
Ethiopië ·
Gabon ·
Ghana ·
Guinee ·
Guinee-Bissau ·
Irak ·
Iran ·
Ivoorkust ·
Kaapverdië ·
Kenia ·
Lesotho ·
Liberia ·
Libië ·
Madagaskar ·
Malawi ·
Mali ·
Marokko ·
Mauritanië ·
Mauritius ·
Mozambique ·
Namibië ·
Nieuw-Zeeland ·
Niger ·
Nigeria ·
Oeganda ·
Rwanda ·
Senegal ·
Seychellen ·
Somalië ·
Swaziland ·
Tanzania ·
Togo ·
Trinidad en Tobago ·
Tsjaad ·
Tunesië ·
Zambia ·
Zimbabwe ·
Zuid-Afrika ·
Zuid-Soedan ·
Zweden
SFF · A-internationals · Seychels vrouwenelftal
1980 - 1989 · 
1990 - 1999 · 
2000 – 2009 · 
2010 – 2019 ·
2020 − 2029
Algerije ·
Angola ·
Bangladesh ·
Botswana ·
Burkina Faso ·
Burundi ·
Comoren ·
Congo-Kinshasa ·
Eritrea ·
Ethiopië ·
Gabon ·
Gambia ·
Ivoorkust ·
Kenia ·
Lesotho ·
Libië ·
Madagaskar ·
Malawi ·
Malediven ·
Mali ·
Mauritius ·
Mozambique ·
Namibië ·
Nigeria ·
Oeganda ·
Palestina ·
Rwanda ·
San Marino ·
Sierra Leone ·
Soedan ·
Sri Lanka ·
Swaziland ·
Tanzania ·
Tunesië ·
Zambia ·
Zimbabwe ·
Zuid-Afrika ·
Zuid-Soedan